# 4601 Ludkewycz
4601 Ludkewycz eller 1986 LB är en asteroid i huvudbältet som upptäcktes den 3 juni 1986 av den amerikansk-ungerske astronomen Marian Rudnyk vid Palomar-observatoriet. Den är uppkallad efter upptäckarens mor, Romana Ludkewycz.
Den tillhör asteroidgruppen Eunomia.